# Timothy Peake
Timothy (Tim) Nigel Peake (Chichester, 7 aprile 1972) è un ex militare e astronauta britannico dell'Agenzia Spaziale Europea.
È il primo cittadino britannico ad essere stato selezionato come astronauta dall'ESA ed il sesto nato in Gran Bretagna che ha visitato la Stazione Spaziale Internazionale (il primo è stato l'astronauta della NASA Michael Foale nel 2003). Ha iniziato il corso intensivo di addestramento di base nel settembre 2009 e si è laureato il 22 novembre 2010.

## Biografia
Ha studiato alla High School di Chichester lasciandola nel 1990 per entrare alla Royal Military Academy Sandhurst.
Dopo la laurea a Sandhurst nel 1992, Peake è stato comandante di plotone nell reggimento di fanteria leggera dei royal green Jackets ormai sciolto. Divenne pilota di elicottero nel 1994 e istruttore di volo nel 1998. Nel 2005 si è laureato Empire Test Pilots' School e ha ottenuto il Westland's Trophy come miglior allievo. L'anno seguente ha ottenuto un master presso l'Università di Portsmouth e nel 2009 ha lasciato l'esercito, dopo 17 anni di servizio e oltre 3000 ore di volo al suo attivo, diventando un pilota collaudatore alla AgustaWestland.
Peake ha battuto oltre 8.000 altri candidati per uno dei sei posti sul nuovo programma di formazione degli astronauti dell'ESA. Il processo di selezione includeva test accademici, valutazioni di idoneità e diverse interviste. Peake si trasferì a Colonia con la sua famiglia per la formazione all'ESA.
In caso di successo, Peake sarebbe diventato il primo britannico a volare nello spazio senza un contratto privato (Helen Sharman, Sarah Brightman) o la cittadinanza americana (Michael Foale, Piers Sellers e Nicholas Patrick).
Il 16 aprile 2012, la NASA ha annunciato che Peake sarebbe stato impiegato come acquanauta a bordo del laboratorio sottomarino Aquarius durante l'esplorazione sottomarina missione NEEMO 16, che avrebbe avuto inizio l'11 giugno 2012 e termine dodici giorni dopo. L'equipaggio del NEEMO 16 si immerse con successo alle 11:05 dell'11 giugno. La mattina del 12 giugno, Peake e suoi compagni divennero ufficialmente aquanauti, dopo aver trascorso oltre 24 ore sott'acqua. L'equipaggio tornò in superficie il 22 giugno.
Per la missione "Expedition 44" Tim Peake fu nominato come astronauta di riserva per la Soyuz TMA-17M.
Peak il 15 Dicembre 2015 alle 11:03 GMT è partito a bordo della Soyuz TMA-19M dal Cosmodromo di Baikonur in Kazakistan in direzione della Stazione Spaziale Internazionale (ISS) per le missioni "Expedition 46" e "Expedition 47".
Il rendevouz automatico ha avuto inizio alle 15:15 GMT, per poi avere l'aggancio della Soyuz TMA-19M con la ISS alle 17:33 GMT, mentre il portello è stato aperto alle 19:58 GMT, dopo che gli astronauti si sono accertati che l'attracco fosse avvenuto correttamente. Ad accoglierli sulla stazione orbitale c'erano i cosmonauti russi Mikhail Korniyenko e Sergei Volkov, oltre all'astronauta NASA Scott Kelly.
La missione Principia ha visto coinvolto Tim  in diversi esperimenti, oltre a prevedere il coinvolgimento da Terra di bambini e ragazzi in numerose attività, tra cui lezioni a scopo educativo tenute dallo stesso astronauta britannico. In particolare, alcuni esperimenti hanno riguardato lo studio del comportamento dei cristalli e dei vasi sanguigni in condizioni di microgravità, così come approfondimenti per lo studio dell'adattamento del cervello in condizioni molto stressanti, come può essere appunto un viaggio nello spazio.
Una particolarità sulla permanenza di Tim sulla ISS riguarda il fatto che per la prima volta un astronauta ha partecipato alla maratona londinese dallo spazio. Infatti l'astronauta britannico ha iniziato la sua corsa per la maratona di Londra il 24 Aprile alle ore 10:00 GMT, esattamente alla stessa ora di tutti gli altri partecipanti sulla Terra. La sua gara ovviamente è stata monitorata dai medici del Centro Astronauti ESA di Colonia, in modo da non compromettere le condizioni di salute dell'astronauta britannico per il suo ritorno sulla Terra.
Il 18 Giugno 2016 Peake dopo 185 giorni 22 ore e 12 minuti è avvenuto il rientro sulla Terra a bordo della capsula Soyuz TMA-19M. L'astronauta britannico è atterrato nella steppa del Kazakistan a circa 500 Km a sud ovest dalla città di Karaganda alle 9.15 GMT.

## Partenariato Stazione Spaziale Internazionale e il Premio Nobel per la Pace
Alla UK National Student Space Conference dei primi mesi del 2014, Peake ha espresso il suo sostegno all'iniziativa di assegnare alle International Space Station partnership il Premio Nobel per la Pace. "Mi ha fatto piacere leggere che la partnership della Stazione Spaziale Internazionale sia stata proposta per il Premio Nobel per la Pace, perché ... è una delle più incredibili partnership internazionali ... [L'ISS] ha riunito molte nazioni nonostante le difficoltà, e continua a farlo". Peake ha osservato che con l'aumentare costante dei vincoli sui programmi spaziali di tutto il mondo, iniziative di collaborazione come ISS saranno necessarie per i futuri impegni. "Penso che [ISS] debba davvero essere il modello per la futura esplorazione dello spazio, perché con budget sempre più ridotti, davvero una singola nazione non potrà avere la capacità di ampliare l'esplorazione fuori dal sistema solare, oltre che su Marte. Ci apprestiamo a lavorare insieme sui progetti ".